# Quinty Roeffen
Quinty Roeffen (8 de septiembre de 2005) es una deportista neerlandesa que compite en tiro con arco, en la modalidad de arco recurvo. Ganó una medalla de plata en el Campeonato Europeo de Tiro con Arco al Aire Libre de 2024, en la prueba por equipo.

## Biografía
Quinty Roeffen a los 18 años, se consagró campeona del evento femenino de recurvo en las Finales Juveniles de la Serie Mundial de Tiro con Arco Indoor. En dicha competencia, celebrada a inicios de 2024, Roeffen destacó al disparar tres sets perfectos de 30 puntos, coronando una temporada dominante en la modalidad de 18 metros.
Durante la temporada 2023, Roeffen ya había obtenido victorias en los torneos clasificatorios de 250 metros realizados en Lausana (Suiza) y Luxemburgo, lo que la consolidó como una de las principales figuras del circuito juvenil. En la final del campeonato, superó con claridad a la arquera española Irati Unamunzaga Altuna, imponiéndose en dos sets y demostrando una notable serenidad y superioridad técnica a lo largo del enfrentamiento.

## Palmarés internacional
| Campeonato Europeo al Aire Libre | Campeonato Europeo al Aire Libre | Campeonato Europeo al Aire Libre | Campeonato Europeo al Aire Libre |
| Año                              | Lugar                            | Medalla                          | Prueba                           |
| -------------------------------- | -------------------------------- | -------------------------------- | -------------------------------- |
| 2024                             | Essen (Alemania)                 | Medalla de plata                 | Equipo                           |